# Personaggi de Lo straordinario mondo di Gumball
Sono di seguito elencati i principali personaggi della serie.

## I Watterson

### Membri principali

#### Zachary "Gumball" Tristopher Watterson

Gumball

Il protagonista della serie, è un gatto azzurro antropomorfo di dodici anni, figlio primogenito di Nicole e Richard Watterson e fratello di Darwin e Anais.
Presentato inizialmente come un ragazzo sempre ottimista, gentile e altruista verso le persone, dalla seconda stagione in poi (per la maggior parte del tempo) è menefreghista, pessimista ed egoista. Fa spesso ricorso al sarcasmo, ferendo i sentimenti delle persone o agendo in modo egoistico, e si mostra spesso molto cinico nei confronti degli altri e della società, ma nonostante ciò è in realtà una persona di buon cuore che farebbe di tutto per aiutare gli altri, soprattutto la sua famiglia e i suoi amici. Nonostante un mediocre, se non talvolta scadente, rendimento scolastico, sa essere sorprendentemente brillante quando si tratta di escogitare piani per giungere ai propri obiettivi, indipendentemente da quanto essi siano moralmente accettabili. Talvolta risulta anche essere particolarmente maturo e saggio per un ragazzino della sua età, dando spesso consigli agli altri su come affrontare la vita. Queste capacità lasciano presumere che Gumball sia in realtà molto più intelligente di quanto lasci credere. È innamorato ricambiato di Penny, con cui si fidanzerà successivamente.

#### Darwin Raglan Caspian Ahab Poseidon Nicodemius Watterson III

Darwin

Il co-protagonista della serie, è un pesce rosso antropomorfo di dieci anni con le gambe, figlio adottivo di Nicole e Richard Watterson e fratello adottivo di Gumball e Anais. È l'ultimo di una schiera di pesci rossi comprati a Gumball quando era piccolo, instaurando con il fratello un tale legame affettivo da sviluppare braccia, gambe e la capacità di parlare, diventando quindi un membro della famiglia Watterson. Darwin è un ragazzino particolarmente sensibile, gentile e ingenuo; nelle prime stagioni il suo ruolo è quasi esclusivamente quello di fare da "spalla" a Gumball, ma successivamente matura un carattere più autonomo. Contrariamente al fratello, cerca sempre di fare la cosa giusta ed evita di dire la verità se quest'ultima può fare del male le persone. Il suo forte ottimismo lo porta ad avere una visione molto romantica del mondo, che lo porta a cercare di vedere sempre il buono nelle persone, rendendolo sostanzialmente incapace di individuare alcuna malizia nei comportamenti altrui. Per via dei suoi radicati principi morali, spesso funge da "voce della ragione" per Gumball, contrastando le azioni del fratello nel caso in cui le ritenga moralmente sbagliate. Prova una forte gelosia nei confronti del fratello, verso cui è molto possessivo. 

#### Anais Watterson

Anais

È una coniglietta rosa di 4 anni, figlia di Nicole e Richard Watterson e sorella minore di Gumball e Darwin. Fisicamente assomiglia moltissimo alla nonna (paterna) Jojo, ed è la più intelligente e istruita di tutta la famiglia Watterson. Spesso ha dimostrato di possedere ottime capacità deduttive e di saper risolvere casi intricati. La consapevolezza di questo, la porta ad assumere atteggiamenti saccenti, soprattutto con Gumball. Nonostante la sua grande intelligenza, è spesso trattata con accondiscendenza dagli adulti, a causa della sua giovane età. 
Purtroppo non riesce a interagire correttamente con il prossimo, e questo non le permette di farsi degli amici, nonostante lo desideri molto. Quando però ci riesce, essi si rivelano sbagliati, strambi, bizzarri o interessati solo a scopi personali. 
Anais possiede un lato oscuro e perfido, come quando da neonata ha cercato in tutti i modi di sbarazzarsi dei fratelli maggiori, oppure quando ha fatto credere ai fratelli, di essere la figlia prediletta di Richard per poter usare il PC senza essere disturbata. Tuttavia vuole molto bene alla sua famiglia, e non la cambierebbe per niente al mondo. Viene presa in giro dai fratelli, per la sua bassa statura e le gambe corte, che non le permettono di correre velocemente. 
Ha un'asinella di pezza di nome Daisy, a cui vuole molto bene, ma che pare non essere ricambiata. È attratta dai film dell'orrore, ma tutte le volte ne rimane traumatizzata.

#### Richard Watterson
È un grosso e obeso coniglio rosa di 39 anni, marito di Nicole e padre di Gumball, Anais e del figlio adottivo Darwin. Padre e marito amorevole, ha buon cuore ma scarsa intelligenza. Riguardo a quest'ultima, si scopre che il cervello di Richard è di parecchie posizioni al di sotto di quello delle amebe. 
È molto pigro, e ha tenuto per anni il record come la persona più pigra della città, superato precedentemente da Larry. Ha un enorme appetito, e mangiare è la sua più grande passione. Anche i bei ricordi sono legati al cibo, come dimostra l'attaccamento al suo vecchio frigo, e il rifiuto di sostituirlo con uno nuovo. 
Richard ha scarsa autostima, e spesso finisce con essere la vittima dei soprusi degli altri, come quando il signor Harold Wilson lo sottopone a scherzi pesanti fin dai tempi della scuola. Queste insicurezze si presume derivino dall'educazione oppressiva di nonna Jojò, oltre al fatto di essere stato abbandonato in tenera età dal padre Frankie. Infatti Richard non ha mai superato il dramma dell'abbandono del genitore, nonostante siano passati più di trent'anni. 
Possiede atteggiamenti infantili, comportamenti immaturi e poco senso del risparmio. Non ha problemi a mostrare apertamente i propri sentimenti, e capita sovente di vederlo piangere, abbracciare e coccolare affettuosamente i propri figli. Richard quindi, rappresenta l'antitesi dello stereotipo maschile. Non sentendosi particolarmente incluso nei gruppi di amici maschi in cui ha sovente provato a inserirsi in precedenza, ha l'abitudine di travestirsi e truccarsi da donna, sotto il falso nome di "Romita" (anagramma di "marito"), così da potere frequentare di un gruppo di donne anziane, che si scoprono in realtà essere anche loro uomini di mezza età sotto mentite spoglie. Non ha un lavoro e si occupa a tempo pieno dei figli, educandoli a modo suo, ma dimostrando di essere molto efficace.

#### Dottoressa Nicole Senicourt (Watterson)
È una gatta azzurra, moglie di Richard Watterson e madre di Gumball, Anais e del figlio adottivo Darwin. Ha 37 anni e rappresenta la spina dorsale della famiglia e il solo membro veramente responsabile. È l'unica a lavorare, ed è impiegata nella fabbrica di Arcobaleni di Elmore. Molto devota alla sua famiglia, farebbe qualsiasi cosa pur di tenerli al sicuro. 
A volte però è una madre severa ed esigente, come quando vedendo la totale mancanza di ambizione in Gumball, lo sprona a diventare un vincente abbandonandolo nel deserto, in seguito rendendosi conto di aver fatto una cosa sbagliata. Ha un carattere estremamente irascibile quando provocata. Al riguardo Gumball dice che sarebbe più facile affrontare Tina che una Nicole furiosa. Quando è in questo stato, può diventare abbastanza forte da sconfiggere qualsiasi avversario o abbattere qualunque ostacolo la intralci. Può perfino trasformarsi in un essere simile a un demone, e divorare chi le capita a portata di mano. Nicole ha anche il potere di instillare terrore nel prossimo solo con lo sguardo. In alcuni casi si dimostra vendicativa, come quando la Signorina Scimmia ha insultato lei e la sua famiglia. 
Nicole è molto competitiva, e vincere, in certi casi, sembra essere una necessità. Ciò è dovuto all'educazione severa impartitale dai genitori. Essi infatti avevano riposto grandi aspettative su di lei, e preteso che desse sempre il massimo nello studio e nello sport. Nicole ha finito per non reggere alla pressione, decidendo di opporsi alla loro volontà andandosene di casa, e sposando Richard. Tuttavia, nonostante i suoi difetti, può accettare la sconfitta, riconoscere i propri errori e persino riderci su. Sembra inoltre che Nicole, pur di ottenere una stabilità dal punto di vista economico e riuscire a mantenere la sua famiglia, abbia dovuto rinunciare a numerose ambizioni e svariati sogni coltivati in gioventù. Pare non amare combattere contro avversari con cui ha avuto un rapporto stretto di amicizia, come con Yuki, sua ex amica, a meno che non vengano minacciati la sua famiglia o il suo lavoro. Nonostante questo, Nicole è una buona madre.

### Membri secondari

#### Joanna "Jojò" Beresford (Watterson)
Piccola coniglia rosa anziana, madre di Richard e nonna di Gumball, Anais e del nipote adottivo Darwin. Ha 70 anni ed è stata sposata con Frankie Watterson, ma ha divorziato quando quest'ultimo ha abbandonato la famiglia. Attualmente è sposata con Louie. Ha una visione piuttosto cinica del mondo, forse dovuta all'esperienza con l'ex marito. Ha educato il figlio in modo autoritario e iperprotettivo, spaventandolo sui pericoli esterni, e rendendo Richard insicuro e pieno di fobie. Ha spesso da ridire su Nicole e su come dirige la casa e i figli. Non sembra possedere grande considerazione nemmeno per i nipoti, almeno dal punto di vista dei regali che fa a loro: oggetti riciclati, avuti in omaggio, o che non vuole più avere per casa.
Ha un carattere geloso e possessivo, soprattutto con Louie. Impedisce a quest'ultimo di avere altri contatti oltre a lei, e quando sospetta una presunta relazione con un'altra donna, va su tutte le furie e diventa vendicativa.
Disprezza l'ex marito, e come monito per se stessa e il figlio, organizza ogni anno “La giornata dello scroccone“, in “onore” a Frankie, giornata in cui si brucia una statua rappresentante il topo. Il bacio di Jojò ai nipoti, pare essere altamente disgustoso e traumatico.

#### Louie Carter (Watterson)
Topo nero di 72 anni, secondo marito di Nonna Jojò e patrigno di Richard. Posato e serio, è molto innamorato della moglie. Ha dimostrato di avere parecchia pazienza soprattutto con Richard, quest'ultimo contrario al matrimonio della madre. Per il suo buon carattere e gentilezza, è stato subito accolto positivamente dai suoi nuovi nipoti e da Nicole. Prima che nonna Jojò si rendesse conto di sbagliare, Louie ha purtroppo sofferto per il carattere violento e possessivo della moglie, che lo ha tagliato fuori da tutti i suoi vecchi amici.

#### FrancisFrankieWatterson
Grosso ratto grigio con un occhio perennemente pesto, ha 71 anni ed è l'ex marito di nonna Jojò e padre biologico di Richard. Con la scusa di uscire per comprare il latte, ha abbandonato la famiglia trent'anni prima, causando un forte trauma emotivo nel figlio. Richard infatti, non ha mai smesso di sperare nel suo ritorno. Non ha un lavoro ma vive di espedienti, spesso rubando e truffando il suo stesso figlio. È uno scroccone e ha cercato più volte di farsi mantenere dalla famiglia Watterson. Gli è stata dedicata la giornata dello scroccone dall'ex moglie, come monito per tenersi lontani da mariti e padri come lui. Nonostante questo, Richard cerca ripetutamente di riallacciare i rapporti con Frankie, con scarsi risultati e finendo spesso per pagare le conseguenze del pessimo comportamento del genitore. Ogni tanto però, ha un moto di bontà, come quando ha scelto di non consegnare al notaio la successione dell'abitazione dei Watterson, che lo avrebbe reso il nuovo proprietario della casa. Ha anche dimostrato di volere sinceramente bene al figlio in alcune occasioni.

#### Daniel e Mary Ross Senicourt
Coppia di coniugi gatti, hanno entrambi 69 anni e sono i genitori di Nicole e nonni materni di Gumball, Anais e del nipote adottivo Darwin. Compaiono nella puntata I Genitori personaggi minori della serie. Nicole ha ereditato il colore blu da Mary, mentre l'altezza e l'aspetto è una via di mezzo fra i due genitori. Per anni Nicole si è rifiutata di riallacciare i rapporti con loro, dopo essere andata via di casa, insofferente all'educazione rigida e severa dei genitori. Essi avevano riposto sulla figlia grandi aspettative, obbligandola a seguire numerose attività extrascolastiche, tutte contemporaneamente. Daniel e Mary non hanno mai accettato Richard come genero, perché non all'altezza della figlia, e avendo in programma per lei un marito migliore. Quando i tre si ritrovano per caso dopo tanti anni, si scopre che in realtà i genitori le vogliono molto bene, e la severità era un loro modo di esprimerlo. Alla fine si chiariscono e tornano una famiglia.

#### Trionyx Femmina Malvagia
Tartaruga dal guscio molle (Trionychidae), animale “domestico” della famiglia Watterson e personaggio minore della serie. È un orripilante animaletto molto aggressivo e mordace, comprato da Richard dal retro di un misterioso furgone. Si scopre essere una femmina, che per deporre le sue uova evade dal contenitore dove Gumball l'aveva rinchiusa, seminando il panico ad Elmore. Voleva usare gli abitanti come cibo per i suoi piccoli. Viene liberata in mare assieme alla sua numerosissima prole.

## Scuola media di Elmore

### Studenti

#### Penny Fitzgerald (Nocciolina)

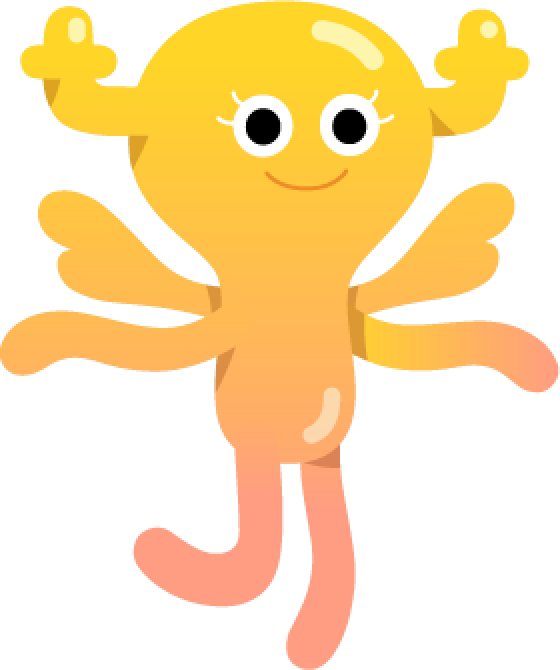
Penny / Nocciolina senza guscio

Fidanzata di Gumball, figlia di Patrick Fitzgerald e Judith Fitzgerald, sorella maggiore di Polly. Penny o Nocciolina non ha una forma vera e propria, essendo capace di mutare aspetto a seconda del suo stato d'animo. Generalmente quand'è tranquilla, assume la forma di una simpatica creatura antropomorfa gialla, con piccole corna di cervo e alette carnose. Prima di questo, indossava un guscio di nocciolina come il resto della sua famiglia, per nascondere il suo aspetto mutevole. Ma grazie al colpo che Gumball le ha dato, si libera del suo guscio, potendo finalmente essere se stessa. Tuttavia questa decisione non è stata ben accolta da suo padre, che considera il guscio una tradizione di famiglia da rispettare. 
È la cheerleader della scuola, e desiderio amoroso di Gumball. Gentile e amichevole, sa essere tollerante nei confronti delle stramberie del fidanzato (che trova spesso divertente). Ha saputo prendere le difese di Gumball quando si è messo in ridicolo davanti alla scuola, rendendola molto simile a Nicole con Richard da ragazzini. Avendo però uno stato d'animo instabile, a volte perde il controllo delle proprie emozioni, esagerando in certe situazioni. Molto sensibile e generosa, pensa soprattutto al benessere degli altri prima del suo, come ha dimostrato la scelta di lasciare Gumball per non creare conflitti fra lui e Darwin.

#### Joseph A. Banana (Banana Joe)

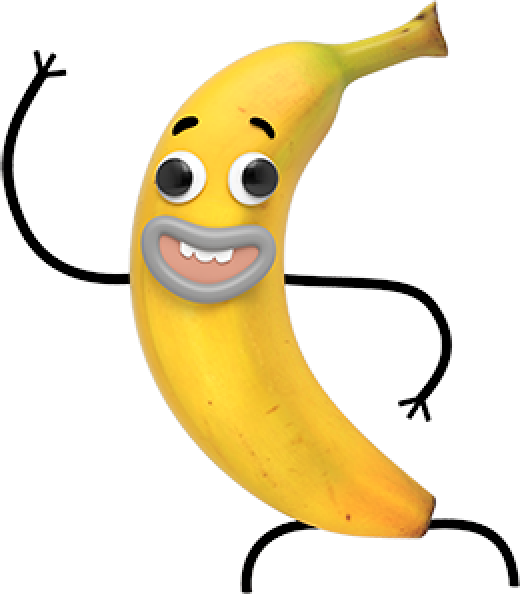
Banana Joe

Un frutto di banana con arti stilizzati, occhi e bocca. Figlio di Banana Bob e Banana Barbara e compagno di classe di Gumball e Darwin. Rappresenta il clown della scuola. Spesso le sue battute non fanno ridere, ma lui pensa di sì, ed è convinto che i suoi compagni ridano con lui, quando in realtà ridono di lui, o non ridono per niente. Certe sue battute possono essere fastidiose o raccapriccianti. Inizialmente Gumball e Darwin le trovano divertenti, ma man mano che Joe procede con le gag, essi si rendono conto di quanto sono inquietanti, costringendoli a troncare ogni rapporto con lui. Essendo una banana, se viene coinvolto in qualche incidente o subisce un danno, finisce con lo sbucciarsi o spappolarsi (letteralmente). Trova spesso teatrale mostrare il suo sedere nudo o togliersi la buccia.

#### Tina Rex

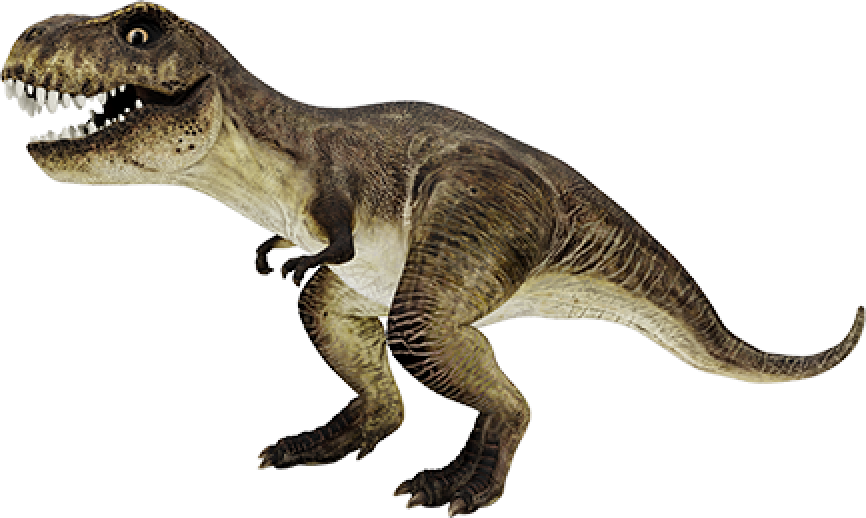
Tina Rex

Femmina di Tyrannosaurus rex, figlia del signor Rex e compagna di classe di Gumball e Darwin. Nella prima stagione è stata la principale bulla della scuola, al pari di Jamie. È uno dei personaggi più forti e aggressivi della scuola. Vive nello sfasciacarrozze di Elmore con suo padre, il che suggerisce che sono o troppo poveri per permettersi una casa, o troppo grandi per entrarci, o una combinazione di entrambe le cose. Nonostante Tina sia prepotente, è stato suggerito in più occasioni che possiede un lato sensibile e insicuro, e che abbia delle difficoltà nel manifestare gesti di generosità. Pare non aver mai posseduto un giocattolo, e quando s'impossessa dell'asinella di pezza di Anais, in un primo momento vorrebbe restituirla, ma poi preferisce tenerla per sé, per riempire la sua solitudine.
Alcuni elementi suggeriscono che parte del caratteraccio di Tina, derivi dall'educazione aggressiva e irragionevole del genitore, ma dopo l'intervento di Nicole contro il signor Rex, Tina ha imparato a controllare la sua rabbia, almeno quando non esplicitamente provocata. Ha qualche problema con la sua femminilità, e il fatto che qualcuno le faccia notare di non essere abbastanza “femminile” la rende infelice. Ha una voce maschile.

#### Carrie Krueger

Carrie Krueger

Piccola fantasma, figlia della signora Krueger e di Vladus Lovus "Vlad" Lokowitchki, e compagna di classe nonché fidanzata di Darwin. Ha una frangetta che le copre l'occhio, e indossa un fermacapelli a forma di teschietto. I suoi genitori sono rispettivamente un fantasma e un essere umano. Ha trecentoventisette anni, e una memoria storica davvero sorprendente. 
Carrie è la classica "emo" a cui piace essere infelice. A differenza della maggior parte dei ragazzi emo però, Carrie preferisce frequentare anche altri gruppi sociali, forse perché è l'unica emo della scuola. Afferma che il dolore è la sola emozione che riesce a provare. Nonostante questo, ha mostrato altre emozioni ed è stata vista sorridere in alcune occasioni.
È capace di provare compassione, poiché si dimostra sinceramente preoccupata per la sicurezza di Gumball e Darwin. Dopo essere stati catturati da Gargarot il divoratore, è visibilmente turbata perché pensa che entrambi i fratelli siano stati intrappolati negli inferi. Un altro esempio è dove è disposta a sacrificarsi per salvarli.
Non essendo mai stata viva, non sa cosa si prova ad avere un corpo, fino a quando Gumball non le permette di usare il suo. Tuttavia non essendo abituata al mondo materiale e alle necessità fisiologiche (la fame innanzitutto) ha difficoltà a controllarsi. Odia le cose sdolcinate e zuccherose. È la ragazza di Darwin e i due addirittura si baciano in più di un episodio.

#### Masami Yoshida (Nuvola)
Nuvoletta, figlia di Yuki Yoshida (amica di Nicole) e del signor Yoshida. È compagna di classe di Gumball e Darwin. Essendo la figlia viziata del proprietario della fabbrica di Arcobaleni della città, Masami o Nuvola, è un po' snob. Come risultato per essere così ricca, ha un compiaciuto senso di superiorità nei confronti dei suoi compagni di scuola, cogliendo ogni occasione per mettersi in mostra. Un esempio di questo, è quando ha costretto Darwin a essere il suo ragazzo, per impressionare le altre ragazze. Sembra essere piuttosto narcisista, essendosi rifiutata di entrare in piscina, per paura di rovinarsi i capelli. Un'ulteriore prova di ciò, è stata quando è diventata gelosa di tutte le attenzioni che Molly stava ricevendo, per la sua casa sull'albero. Tuttavia vorrebbe essere trattata come una ragazza normale, come dimostra quando, per il suo compleanno, desidera dagli amici un regalo dato con il cuore, invece di uno sofisticato e costoso. È implicito che il trattamento quasi "aristocratico" che riceve da parte dei suoi amici sia dettato dal suo status e dalla posizione di suo padre, in quanto questi temono che egli possa licenziare i genitori di chiunque infastidisca o non accontenti le eventuali pretese della figlia. Pare amare molto il gossip, passione che condivide con Leslie. In un episodio rivela di possedere delle gambe, che normalmente tiene nascoste all'interno del corpo.

#### Teri
Orsetta di carta, compagna di classe di Gumball e Darwin. La caratteristica principale di Teri è la sua ipocondria. La sua fobia condiziona molteplici aspetti della sua personalità, che non le permette di interagire con la realtà che la circonda, senza pensare ai germi e alle malattie. Ciò è particolarmente evidente quando crede di essersi ammalata di una moltitudine di patologie, con grande irritazione dei suoi compagni di scuola. Questa sua abitudine, la porta nell'ufficio dell'infermiera Joan quasi ogni giorno. In quanto di carta, Teri è molto fragile all'acqua.

#### Carmen
Cactus femmina, figlia dei coniugi Verde, compagna di classe di Gumball e Darwin e fidanzata di Alan (Palloncino). Rappresenta uno degli studenti più intelligenti e capaci della scuola. Molto esigente soprattutto con se stessa, si arrabbia molto quando fallisce in qualcosa. Viene spesso vista leggere libri. A volte la sua serietà la porta ad essere piuttosto saccente e ipercritica, specialmente con Gumball, caratteristica che condivide con Anais. Ha avuto un passato burrascoso, accumulando atti di vandalismo e pessimi voti, per poi essere espulsa dalla precedente scuola.

#### Tobias Wilson

Tobias

Batuffolo antropomorfo multicolore, figlio di Harold e Jackie Wilson, fratello minore di Rachel e compagno di classe di Gumball e Darwin. Possiede un ego smisurato, di conseguenza ha un'alta opinione di sé, sia come atleta che come playboy, pur non essendo capace di essere nessuno dei due. Ossessionato dallo sport, pare non riuscire a sviluppare il proprio fisico, restando mingherlino e debole. 
Il suo egocentrismo gli impedisce di comprendere la vera amicizia, come quando cerca di eliminare fisicamente tutti gli amici di Gumball, per poter salire la scala gerarchica e essere il suo migliore amico. Le ragazze della scuola trovano sgradevoli le avances di Tobias, ma egli continua a provarci, nella speranza che qualcuna di loro ceda, e possa alimentare ancora di più il suo ego, e le sue buffonate "macho". Talvolta, trascinato dalle sue manie di protagonismo, tende ad assumere comportamenti simili a quelli di un bullo, come quando era solito lanciare sull'autobus della scuola il pupazzetto Daisy di Anais, o come quando, in un ridicolo tentativo di corteggiare Penny, ha provato addirittura a sfidare Gumball a una sorta di duello in stile medievale, non facendosi alcuno scrupolo nel cercare di colpire ripetutamente l'amico. Persino la sua ostentazione di mascolinità può finire per ridursi alla mera prepotenza, per esempio quando, negli spogliatoi della scuola, prende in giro Gumball e Darwin per la loro mancanza di virilità, avendoli colti a usare un bagnoschiuma profumato per donne. Nonostante questo, Tobias è in fondo consapevole di non essere particolarmente virile o prestante dal punto di vista fisico ed è probabile che la sua arroganza sia semplicemente un modo per nascondere un carattere abbastanza sensibile.
In un'occasione si è sostituito a Gumball, come figura del “perdente” per essere il personaggio principale, contribuendo però a trasformare la scuola in una pessima ambientazione da sit-com anni 90.
Proviene da una delle famiglie più ricche della classe, e i suoi genitori hanno finanziato una parte significativa del materiale usato dalla scuola.
Prende il nome da uno degli sceneggiatori della serie, Tobi Wilson.

#### Rachel Wilson
Personaggio femminile dai capelli cotonati e multicolore, sorella maggiore di Tobias, e figlia di Harold e Jackie Wilson. Assomiglia molto alla madre. È l'ex interesse amoroso di Darwin e personaggio minore della serie. Altezzosa e arrogante, si crede superiore alla maggior parte dei ragazzi più giovani di lei, soprattutto gli amici di suo fratello. Quando all'insaputa dei genitori, organizza una festa, si rifiuta di invitare il fratello e i suoi amici, ma viene costretta a farlo sotto ricatto di lui. Alla festa, nessuno degli amici di Rachel si presenta, rovinandole il party. Darwin tuttavia, vedendola piangere, la conforta aiutandola a ripulire la casa distrutta. Lei ne rimane sorpresa, e mostrando un lato sensibile e gentile, ammette che Darwin non è poi così male per essere un bambino. Infine lo ringrazia con un bacio sulla guancia e Darwin rimane di stucco. Frequenta attualmente il college.

#### Harry "Ocho" Tootmorsel
Ragno nero/grigio disegnato come in una grafica a 8 bit. Compagno di classe di Gumball e Darwin, e personaggio minore della serie. Millanta parenti famosi come Super Mario e Sonic. Generalmente è amichevole, tuttavia quando s'infuria non riesce a controllarsi, e diventa aggressivo e violento con chiunque gli capiti a tiro. I problemi di rabbia di Ocho si estendono al punto da cercare di uccidere chi osa insultare sua madre. I suoi compagni di classe tendono a tenersi alla larga quando è arrabbiato. Come con le navi aliene di Space Invaders, anche Ocho può levitare e sparare raggi, che disintegrano oggetti e persone. È diventato così per troppo uso di videogiochi.

#### Bobert (Robot)

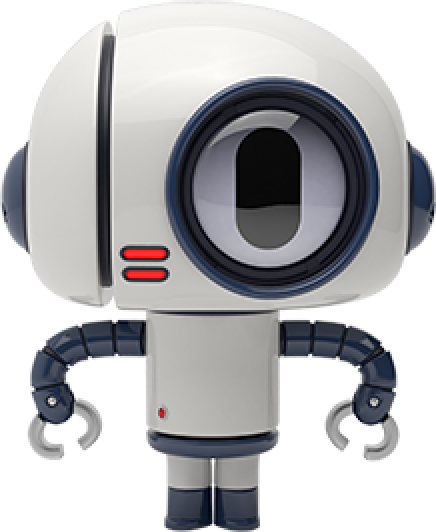
Bobert / Robot

Robot amichevole, compagno di classe di Gumball e Darwin. Super intelligente e altamente tecnologico, Bobert o Robot possiede diversi optional. Oltre ad una mente analitica, dispone di raggi laser agli occhi e propulsori ai piedi per volare. Può attivarsi con alcune modalità, fra cui modalità schiavo (per ubbidire agli ordini del suo padrone), modalità di difesa e di combattimento. Bobert in quanto robot, ha difficoltà ad elaborare le emozioni umane. Per questo motivo, a volte invidia i suoi compagni di classe organici, e in almeno un'occasione tenta di diventare un ragazzo vero, rubando l'identità di Gumball. Pur non comprendendo i sentimenti, è in qualche modo curioso, come quando chiede spiegazioni di cosa sia l'amore, agli abitanti di Elmore.

#### Alan Keane (Palloncino)
Un palloncino verde con il viso disegnato a pennarello, figlio di Dexter e Jessica Keane, fidanzato di Carmen e compagno di classe di Gumball e Darwin. Il termine giusto per descrivere Alan o Palloncino è perfezione. Perfetto in tutto ciò che fa: buono, generoso, bravo a scuola, allegro e volenteroso, aiuta il prossimo con il volontariato, ed è disposto a donare i suoi organi per salvare la madre. È anche bello e affascinante, come dimostra quando è preso dai suoi momenti di estrema bontà, e il suo viso muta diventando il disegno di un uomo "realistico".
Proprio per questo motivo è fonte di sospetto per Gumball, che non crede in tanta perfezione. In un'occasione Gumball sottopone Alan ad ogni genere di crudeltà pur di vederlo cedere emotivamente, ma senza successo. Tuttavia i sospetti sembrano alla fine confermarsi, quando Gumball e Darwin, trovano un file nel quale il loro compagno di classe, pianifica un progetto per salire al potere nella scuola, farsi eleggere preside e obbligare tutti con la forza, ad essere felici. Malvagio o no, sembra che le buone azioni di Alan, siano necessarie per l'equilibrio di Elmore. Quando egli perde momentaneamente fiducia nell'umanità, la città entra nel caos e si scolora letteralmente

#### Anton (Toast)
Fetta di toast con faccia e arti stilizzati, compagno di classe di Gumball e Darwin. Personaggio minore della serie, è conosciuto soprattutto per gli incidenti nei quali finisce male: sbriciolato, calpestato (spesso da Tina), spappolato nell'acqua o divorato dalle anatre. Tuttavia ritorna in vita puntualmente. Gumball è l'unico, in tutta la scuola, che sembra accorgersi di questa anomalia. Si scopre poi, che a riportarlo in vita sono i genitori, usando un comune tostapane, ma girando il timer con dei codici particolari. Questo processo di clonazione, rende Anton o Toast praticamente immortale.

#### William
Bulbo oculare alato, compagno di classe di Gumball e Darwin, e personaggio minore della serie. Per William, i poteri psichici sono i soli strumenti a sua disposizione per poter interagire con il mondo esterno, non avendo né mani né bocca, ma solo un paio di ali per volare. I suoi poteri psichici si sono dimostrati però, strumenti molto potenti, in grado di frantumare il cemento. È la spia personale della signorina Scimmia, con il compito di riferire a lei, quello che combinano i suoi studenti. Forse per questo, o per il fatto di avere un aspetto inquietante e non parlare normalmente, William non ha amici. Generalmente è un ragazzo tranquillo, anche se in alcune occasioni ha dimostrato di essere piuttosto vendicativo. Un esempio è quando perseguita di nascosto Gumball e Darwin, solo per essere stato cancellato dalle loro amicizie, in un social network.

#### Leslie (Fiore)
Fiore rosa, con occhi e bocca; è provvisto di vaso e usa le radici per spostarsi, e le foglie come mani. Cugino di Penny Fitzgerald (nocciolina) e compagno di classe di Gumball e Darwin. È mancino. Leslie o Fiore è intelligente e dimostra una certa saggezza, quando elargisce buoni consigli in fatto di relazioni sentimentali. Ha una passione per il gossip come Masami (Nuvola). Ha un carattere vanitoso ed eccentrico, ed è un esperto di moda. In un'occasione, è stato mostrato mentre sfoggia per i corridoi della scuola, abiti chiassosi e originali. Tiene moltissimo al suo aspetto fisico, e vuole essere sempre presentabile. Quando capita di non esserlo, preferisce rinchiudersi per settimane nel suo camerino pur di non essere visto. 
Ha dimostrato a volte di essere perfido, come quando approfitta dell'ignoranza di Gumball sulle piante, per vendicarsi di un'offesa ricevuta da quest'ultimo. Oppure quando pianifica una serie di incidenti, per eliminare Darwin dalla banda musicale della scuola, e tornare a suonare l'assolo nel gruppo.

#### Clayton
Pallina di plastilina rossa, con occhi e bocca, compagno di classe di Gumball e Darwin. Personaggio minore della serie. Essendo fatto di plastilina, è in grado di imitare l'aspetto di chiunque. Clayton è un bugiardo patologico, e in quanto tale, non è capace di raccontare un fatto personale, senza alterare o inventare storie di sana pianta. Rivela più avanti, che il suo modo di esagerare la realtà, è una scusa per combattere la noia della sua esistenza. Ammette di invidiare la vita avventurosa di Gumball. Quando questi gli consiglia di prendere il suo posto, Clayton si lascia prendere la mano, rubando l'identità degli abitanti di Elmore.

#### Juke
Un boombox antropomorfizzato. Personaggio minore della serie. Juke viene presentato come uno studente nuovo, appena trasferitosi a Elmore. Purtroppo parla una lingua fatta di suoni e rumori radiofonici, incomprensibili per tutti, e fonte di problemi comunicativi soprattutto con Gumball e Darwin.In realtà ha un interruttore che permette di scambiare i suoni con la voce, ma non riesce a utilizzarlo perché ha le braccia troppo corte. 
Durante un sogno notturno, Juke scopre finalmente di riuscire a parlare normalmente, ma con sua grande disperazione, tutto il resto della scuola si esprime con suoni e rumori, invertendo le parti.

#### Hector Jötunheim
Gigante dal folto pelo, simile ad uno Yeti, figlio della strega Jötunheim, e compagno di scuola di Gumball e Darwin. Nonostante la sua enorme stazza lo faccia sembrare minaccioso, egli è in realtà tenero e gentile. Ama molto la madre, e con lei è sempre molto ubbidiente. Non farebbe mai del male a qualcuno di proposito; a volte però, calpesta involontariamente le persone. 
I suoi compagni di scuola lo considerano molto noioso, questo perché la madre vieta a Hector, di fare cose troppo eccitanti. A causa della sua enorme stazza, qualunque gesto esagerato, causerebbe disastri. Infatti, dopo essersi fatto convincere da Gumball a disobbedire, distrugge il 75% di Elmore, causando 800.000 dollari di danni. Per questo motivo, Hector ad un certo punto, desidera non essere più un gigante. Tuttavia, una volta che Gumball lo aiuta nell'impresa, ed esaurendo l'iniziale entusiasmo, preferisce ritornare come prima.

#### Idaho
Una patata vera con faccia e arti stilizzati, compagno di scuola di Gumball e Darwin. Personaggio minore della serie. Idaho, essendo nato e cresciuto in campagna, segue credenze e manierismi paragonabili a quello degli Amish. Non sembra tollerare a lungo, lo stile di vita moderno, e anzi, la mancanza del contatto con la terra, lo fa ammalare. Inoltre non sembra essere molto brillante. Tuttavia, si dimostra amichevole, ottimista e premuroso. Un esempio è quando Darwin smette di mangiare patate per non offenderlo, e Idaho, una volta scoperto il malinteso, va a casa sua per offrirgli un piatto del gustoso tubero. Ci tiene a precisare che egli, non ha nulla a che vedere con le patate ad uso alimentare. Detesta invece essere chiamato “patatone”, da Gumball.

#### Ragazzo Hot Dog
Un hot-dog antropomorfo con occhiali da sole e ciuffo di senape che ricorda dei capelli biondi, compagno di scuola di Gumball e Darwin. Personaggio minore della serie. Sembra essere socievole e amichevole, salutando spesso le persone che incrocia, e conversando con una grande varietà di studenti. Tuttavia non sembra essere disposto a uscire dalla sua zona di comfort, come quando si rifiuta di fare la doccia nudo con Gumball, indossando invece il costume da bagno. Nella serie è ricordato soprattutto per gli incontri imbarazzanti, che ha di continuo con Gumball. La situazione, spinge entrambi a scavare nel proprio passato, per capire l'origine del problema.

#### Colin e Felix
Coppia di uova fratelli gemelli. Colin porta gli occhiali e l'apparecchio, mentre Felix ha un problema di acne. Sono compagni di scuola di Gumball e Darwin e figure minori nella serie. Rappresentano lo stereotipo dei nerd. A causa del loro modo di parlare, della tendenza ad usare parole sofisticate, e dall'abitudine di disturbare gli utenti su Internet, è probabile che la maggior parte delle persone, preferiscano tenersi lontani da loro. Hanno un forte orgoglio nerd, che li fa sentire in qualche modo degli eletti. Un esempio, è quando sono in coda alla prima del film di fantascienza Odissea stellare (Guerre stellari), e la loro conoscenza enciclopedica di quel mondo, viene minacciata dalla presenza della famiglia Watterson, considerata ordinaria, quindi non nerd. Entrambi i gemelli, per nulla contenti della situazione, impediscono con un inganno, sia ai Watterson che agli altri spettatori, di vedere la prima del film (secondo i gemelli, prerogativa invece dei nerd). Infatti saranno gli unici due spettatori presenti in sala.

#### Sussie
Creatura bizzarra, composta da un mento femminile reale capovolto. Ha un paio di occhi adesivi di plastica con le pupille mobili, indossa un grembiule a quadri blu ed è mostrata quasi sempre a mangiare. Inoltre sbava così tanto e ha un corpo e un alito sgradevole. È la compagna di classe di Gumball e Darwin. 
Il suo aspetto fisico, in qualche modo riflette la sua personalità: stramba e fuori dagli schemi. Per questo motivo, è evitata dalla maggior parte degli studenti della scuola, e spesso è soggetta ad atti di bullismo, soprattutto da Julius. A modo suo è generosa e amichevole, come quando regala maionese, foglietti di carta e altre stramberie, ai suoi compagni di scuola. Regali che però non vengono mai capiti, suscitando lo sconforto di Sussie. Parla di sé in terza persona, come una bambina piccola, e ha una visione del mondo tutta particolare. In certi casi le sue osservazioni sembrano essere molto profonde, nella loro semplicità, come quando consiglia Gumball e Darwin di vivere la vita senza porsi troppe domande, e trovare nelle cose che a loro piace fare, un modo semplice e divertente per godersela. 
Quando Gumball e Darwin, cercano di aiutare Sussie ad integrarsi, consigliandola di omologarsi al resto dei suoi compagni di scuola, lei regala loro i suoi occhi di plastica, perché possano vedere il mondo come lo vede lei, libero e senza limiti, insegnando ai due fratelli il rispetto per la diversità altrui.

#### Molly Collins
Sauropode di colore grigio e dall'aspetto amichevole. Figlia dei signori Collins, e compagna di classe di Gumball e Darwin. Nonostante il suo buon carattere, Molly è considerata dalla maggior parte dei suoi compagni di scuola, una persona noiosa. Lo dimostra quando racconta a flusso continuo, i suoi pesantissimi aneddoti di vita, ed esperienze personali. Storie spesso banali, o banalizzate dall'autrice stessa che, come viene dimostrato in seguito, non riesce a rendere avvincenti, nemmeno quando nella realtà lo sono davvero. In qualche modo è la versione opposta di Clayton. Purtroppo non è capace di cogliere quei segnali sociali, che le permetterebbero di capire quando è il momento di fermarsi. È però consapevole di essere noiosa, e quando sa di essere di troppo, si rifugia nel suo “posto buio speciale” per isolarsi dal mondo. 
Essendo noiosa, è stata ritenuta un errore, e quindi cancellata dall'esistenza. Finisce nel Vuoto, ed è grazie all'intuizione e al buon cuore di Gumball, con l'aiuto del signor Small e di Darwin, che riescono a riportarla nuovamente nel piano dell'esistenza, salvandola dall'oblio.

#### Sarah G. Lato
Cono gelato antropomorfo, compagna di scuola, amica e fan di Gumball e Darwin. È un'autrice di fan art, ed ha un'ossessione patologica per i due fratelli, talmente estrema da giungere a stalkerarli e rendere le loro vite un incubo. Questa passione per le fanfiction, ha messo in evidenza anche il suo lato nerd. Ha frequentato le sessioni di terapia del signor Small per curare le sue ossessioni, ma senza riuscire a risolvere il problema. 
Ama i fumetti con i supereroi, e ha dimostrato di saper disegnare oltre che scrivere, come quando ha creato interi albi su Cuore Laser e Sbaciucchione, versioni cartacee e muscolose di Gumball e Darwin. Ha spesso pensieri romantici su di loro, e molte storie che scrive, li coinvolge come protagonisti. Non solo loro, ma anche gli abitanti di Elmore non sfuggono alla passione di Sarah per le fanfiction.

#### Jamie Russo
Creatura ibrida simile ad un troll, con corna e coda di bue e un caschetto di capelli biondi, figlia dei coniugi Russo (la madre è l'insegnante di ginnastica della scuola). Compagna di scuola di Gumball e Darwin e personaggio ricorrente. Assieme a Tina (con cui spesso si coalizza) è fra i bulli più aggressivi e forti della scuola. Violenta e prepotente, non ama nient'altro che prendersela con gli studenti più deboli, senza mai pentirsi per le sue azioni. Jamie non tiene conto dei sentimenti dei suoi coetanei, e non comprende né sente il vero amore. Costringe Darwin con la forza a uscire con lei, ignorando completamente il parere del ragazzo. Quando Darwin le spiega che l'amore non funziona in questo modo, e che deve guadagnarselo con la fiducia, si arrabbia e cerca di attaccarlo violentemente. Tuttavia all'ultimo secondo ci ripensa, comprendendo finalmente le parole di Darwin, e lasciandolo libero di scegliere con chi stare. Questo dimostra come in fondo Jamie non sia del tutto cattiva. Il lato buono del carattere di Jamie, viene ulteriormente approfondito nella puntata in cui si trova ad aiutare Anais a scoprire il responsabile della manomissione dei pc della biblioteca. Sul finale si lascia intendere che fra le due è nata un'amicizia.
È bravissima con gli esercizi di ginnastica, e molto ubbidiente con la madre-allenatore. Infatti la signora Russo sembra essere l'unica figura tanto autorevole, da riuscire a contenere il carattere aggressivo di Jamie. Dimostra di non essere particolarmente intelligente, e quando le vengono fatte delle domande un po' complesse, si immobilizza con espressione stupida, nel disperato tentativo di trovare la risposta.

#### Julius Oppenheimer Junior
Ragazzo disegnato nello stile dei vecchi cartoon anni 30, con la testa a forma di bomba. Ha una miccia in cima alla testa, e in un momento in cui perde le staffe, viene visto accendersi ed esplodere. Indossa un paio di guanti e un farfallino. È compagno di scuola di Gumball e Darwin e personaggio ricorrente. Anche Julius, come Tina e Jamie, è un bullo ma di un genere diverso, molto più subdolo e manipolatore. È scaltro, e non si fa scrupoli ad usare Darwin come capro espiatorio per i suoi piani illegali, come furti, rapine e vandalismi. Comanda una gang di bulli spietati come lui, ma nessuno di loro lo riconosce davvero come leader, ne come amico. Agisce da criminale nei confronti di chiunque sia più debole di lui, ma ha una predilezione nell'insultare ed estorcere denaro a Sussie. Pare essere leggermente migliorato dopo aver ricevuto una lezione di legalità da Darwin. Ha una ragazza di nome Debbie.

#### Clare Cooper
Ragazza umanoide dalla pelle grigia e capelli verde fluo, figlia di George Cooper, innamorata di Jared Dawson e compagna di scuola di Gumball e Darwin. È un personaggio minore della serie. Clare ha dimostrato di avere atteggiamenti pessimisti, a causa dei problemi finanziari della sua famiglia, e rifiuta l'aiuto di Gumball e Darwin. Non crede che la sua vita avrà un lieto fine. Tuttavia, ha anche dimostrato di tenere profondamente a coloro che considera amici, nonostante Wilson Bilson sia per lei il suo unico vero amico. Parla in modo poetico o figurativo, usando metafore per esprimere la sua tristezza. È scortese con Anais, infastidendola con sospiri sostenuti, ogni volta che quest'ultima cerca di fare discorsi intelligenti.

#### Jared Dawson e Wilson Bilson
Figure minori della serie. Jared è un personaggio umanoide dalla pelle gialla e i capelli rosa, mentre Wilson è un ragazzo di carta composto da stili differenti. Ogni sezione del corpo di Wilson, riflette un aspetto della sua personalità. La prima è una personalità cheerleader, la seconda è una personalità emo simile a Carrie, la terza è un giocatore di football e l'ultima è una majorette. Jared e Wilson rappresentano per Clare Cooper, rispettivamente il ragazzo di cui ha una cotta e il suo migliore amico.

### Dipendenti scolastici

#### Lucy Simian (La signorina Scimmia)
Femmina anziana di babbuino, è la tirannica e prepotente professoressa della scuola media di Elmore. Insegna nella classe di Gumball e Darwin. Molto scontrosa, non sembra preoccuparsi minimamente né del benessere né dell'istruzione dei suoi studenti, specialmente di Gumball, che detesta profondamente. Lucy sa essere feroce e sadica, e prova grande piacere nel distribuire test a sorpresa. Non si fa problemi a mentire ai suoi studenti, se serve a tirarsi fuori dai guai. È anche nota per i suoi atti di bullismo nei confronti dei suoi allievi. Il suo atteggiamento sgradevole è in qualche modo giustificato dal fatto di essere un'insegnante da moltissimi anni, un lavoro che a quanto pare odia, ma che continua a svolgere a malincuore. Non sopporta nessuno dei suoi studenti, ma sembra fare un'eccezione per William, che usa come sua spia personale. Viene inoltre rivelato in un episodio che il lunedì è il suo giorno preferito della settimana, poiché in tale giornata tutti i suoi studenti sono di cattivo umore. 
Sembra avere scarsa igiene, poiché emana un cattivo odore. Soprattutto il suo alito, è talmente pestilenziale, da rappresentare un vero e proprio problema, sia per i suoi studenti che per il suo fidanzato Nigel Brown. 
Ha una relazione romantica con il preside Brown, anche se il loro rapporto non è sempre idilliaco. Lucy soffre per l'incapacità del suo fidanzato di esprimere i propri sentimenti. Tuttavia in un'occasione non si è fatta scrupoli a lasciarlo, a favore di qualcuno socialmente più in vista di lui, come il nuovo sovrintendente scolastico Evil. Sembra quindi che i suoi interessi amorosi, siano dettati più dalla posizione sociale, che non dal vero affetto.
È il personaggio più anziano della serie. Non si conosce la sua età precisa, ma pare essere davvero molto vecchia, se non addirittura preistorica: infatti durante la puntata in cui ammette di aver copiato l'esame per la terza media, Lucy fa riferimento ad un graffito realizzato da lei in età paleolitica. Sempre nella stessa puntata viene anche dimostrato che non è molto brava ad esprimere le sue sensazioni con le proprie espressioni facciali. L'età considerevole ma mai precisata di Lucy, è una sorta di tormentone presente nella serie, infatti il suo stesso nome è un chiaro omaggio a Lucy, l'australopiteco vissuto più di 3,2 milioni di anni fa. Sempre a dimostrazione della sua età, in una puntata parla con lo scheletro di un ominide dicendo "È tanto che non ci vediamo".

#### Nigel Brown
È il preside della scuola media di Elmore, un peloso lumacone antropomorfo. Nonostante sia un dirigente scolastico, ha dimostrato spesso di non essere molto competente nel suo mestiere. Ha una vera cotta per Lucy Simian, l'insegnante di Gumball e Darwin. Viene visto flirtare con lei, senza pudore, generando sconcerto nel resto della scuola. Poiché passa la maggior parte del suo tempo a compiacere la fidanzata, non presta molta attenzione al benessere e alla sicurezza dei suoi stessi studenti. In una puntata si scopre che la sua laurea è falsa, occupando abusivamente un impiego, senza averne diritto.

#### Steve Small
Figura antropomorfa lanosa e soffice, porta i sandali e indossa vestiti colorati. È l'eccentrico psicologo scolastico della scuola media di Elmore. Sebbene il suo compito sia quello di aiutare gli studenti ad orientarsi a scuola, ha dimostrato più volte di non essere particolarmente bravo. Anzi, spesso i suoi interventi causano più danni che benefici. Un esempio è quando tenta di aiutare Gumball e Darwin ad affrontare la loro rabbia, consigliandogli di urlare e di gettarsi della vernice addosso. Oppure, quando li traumatizza con un calzino a forma di serpente, per educarli a non mentire. 
Nonostante i pessimi risultati, il signor Small vuole sinceramente aiutare i suoi studenti, ed essere ricordato come il più grande insegnante mai esistito. Quando capisce di non rappresentare una fonte di ispirazione per i suoi allievi, si dispera fino alle lacrime, lacerato dal senso di colpa. Questo fino a che Gumball e Darwin non lo esortano ad ispirarli, con sua grande gioia. 
È un grande cultore della filosofia Hippy e New Age, i cui dettami spesso mette in atto. In particolar modo la pratica meditativa (ha una vasta gamma di accessori spirituali come incensi, cristalli curativi, candele profumate e altre cose simili che usa per aiutare gli studenti), l'amore per la natura e la medicina alternativa. 
Crede nei complotti e negli animali leggendari come La Grande Scimmia Puzzolente delle foreste di Elmore (parodia del Bigfoot). Quando Gumball si convince che a scuola è scomparso uno studente, il signor Small è il solo a credergli (oltre a Darwin), e lo aiuta a recuperare Molly dalla dimensione del Vuoto.

#### Rocky Robinson
Pupazzo arancione peloso (ricorda un personaggio dei Muppet) indossa una maglietta nera con loghi di gruppi Hard Rock e Metal. Figlio dei signori Gaylord e Margaret Robinson, lavora come bidello e cuoco nella scuola media di Elmore, e come autista dello scuolabus. 
Rocky è socievole e simpatico, a differenza dei suoi misantropi genitori, ed ha un buon rapporto con tutti (ad eccezione della Signorina Scimmia), compresi gli studenti della scuola dove lavora e con cui spesso ama uscire, in particolare Gumball e Darwin.
Rocky non è molto brillante, e non ha interessi carrieristici, con grande disappunto dei suoi genitori. Al riguardo, il signor Gaylord sperava che il figlio trovasse lavoro e facesse carriera in una grande azienda. In un'occasione, per aiutare il padre con cui non aveva rapporti da anni, Rocky accetta di essere assunto in un ufficio, ma il lavoro triste e alienante, lo fanno desistere dal proseguire. 
Non ha molto successo con le donne, ed è stato scaricato diverse volte.

#### Coach R. Russo (Allenatore Russo)
Un grosso cubo fucsia, insegnante di ginnastica alla scuola media di Elmore e madre di Jamie Russo. Personaggio minore della serie. Allenatrice esigente e severa, è il tormento dei suoi studenti, soprattutto di Gumball e Darwin che cercano in tutti i modi di evitare le sue faticosissime lezioni. Tuttavia sembra essere piuttosto pigra. Sebbene affermi di aver vinto numerose medaglie d'oro in molti Giochi Olimpici di Elmore, non dimostra di essere molto atletica e si stanca facilmente. 
È molto orgogliosa di sua figlia Jamie, in quanto abilissima negli esercizi ginnici, e che usa come esempio per gli altri. Ciononostante, non tollera gli atteggiamenti da bulla della figlia, e quando quest'ultima cerca di aggredire fisicamente Gumball, essa la rimprovera, obbligandola a chiedere scusa. Viene scambiata per un uomo da Gumball e Darwin, per via della sua voce profonda e per il suo aspetto massiccio.

#### Joan Markham
Cerotto antropomorfo con gli occhiali, infermiera della scuola media di Elmore. Si lamenta continuamente perché il suo lavoro la stressa, soprattutto quando si tratta di Teri e delle sue innumerevoli fobie. Non sembra metterci molto impegno nel soccorrere i suoi pazienti, considerandosi una semplice infermiera di scuola media. Un esempio è quando sceglie di non preoccuparsi di aiutare Darwin per la sua presunta allergia. In un'occasione è vista flirtare con il professor Corneille.

#### Bibliotecaria
Occhialuto albero anziano, simile ad una quercia, rappresentato nello stile dei vecchi cartoon anni 30 - 40. Indossa dei guanti bianchi e un distintivo rosso. È la bibliotecaria della scuola media di Elmore e un personaggio minore della serie. Nei primi episodi sembra essere molto entusiasta del suo lavoro, felice del fatto che, nonostante il progredire della tecnologia, gli studenti apprezzino ancora i libri cartacei. Questa apparente felicità sembra tuttavia sfumare sempre di più, nel procedere della serie. Infine stanca del progresso digitale che minaccia i suoi amati libri e il suo lavoro di bibliotecaria, manomette i pc della biblioteca per impedire agli studenti di farne uso. Quando Anais e Jamie, scoprono che la colpevole è stata lei, non si fa scrupoli a cercare di uccidere entrambe.

#### Mr. Corneille
Rana antropomorfa, rappresentata come in un disegno Pixel art. Personaggio minore della serie. Insegna Geografia alla scuola media di Elmore. Ha un carattere calmo e apparentemente sicuro di sé, da uomo vissuto. Tende a darsi delle arie e millantare capacità che non possiede, questo per fare colpo sull'infermiera Joan (di cui ha una cotta), e sui propri alunni. Un esempio è quando fa credere a Gumball e al preside, di essere un esperto di lotta AMEG (Arti Marziali per Eroi Grassoni), convincendo tutti (compreso se stesso) di poter battere il campione in carica.

### Altri

#### Chris Morris
Il vecchissimo criceto della scuola e personaggio minore della serie. Non è mai uscito dalla gabbia da dove è nato. Quando finalmente assapora la libertà, si rifiuta di rientrare nella gabbia. Gumball e Darwin lo liberano in natura, per dargli la possibilità di vivere libero gli ultimi anni che gli restano. Non parla, si esprime solamente in gesti muti che però Gumball e Darwin sembrano capire alla perfezione, inoltre non sembra avere gambe, si sposta solo strusciandosi per terra. Quando è in silenzio emette solo dei pesanti e inquietanti respiri.

## Abitanti di Elmore

### Gaylord Robinson
È il vicino di casa della famiglia Watterson, un pupazzo antropomorfo che si comporta in modo severo e autoritario, nonché marito di Margaret e padre di Rocky, il bidello-cuoco-autista della scuola media di Elmore. Detesta i bambini e ride quando qualcun altro prova dolore. Quando Gumball e Darwin lo infastidiscono, cerca in tutti i modi di sbarazzarsene. Quest'ultimi hanno una grande stima di lui, malgrado lo stesso Gaylord non li sopporti, benché in alcuni episodi ha dimostrato di essere molto affezionato a loro anche se si rifiuta di ammetterlo. Suo nemico giurato è Richard, i due si odiano apertamente, essendo caratterialmente identici. Sogna spesso di essere un cantante o un ballerino.

### Margaret Robinson
Pupazzo femmina antropomorfo. È la madre di Rocky e la moglie di Gaylord, ma non prova amore per quest'ultimo, infatti litigano sempre. In un episodio viene evidenziato che il loro rapporto si basa proprio sui litigi. Nello stesso episodio quando suo marito si arrabbia con Gumball, Darwin e Richard, ella rimane entusiasta per lui. In molti episodi successivi però lo tradisce o lo sfratta di casa. Non parla ma fa solo degli strani versi (solitamente dei "meh") che solo il figlio e il marito capiscono. È anche molto perfida e adora far del male alla gente e combinare guai agli altri cittadini.

### Banana Barbara
Una banana vera con arti, occhi e bocca. Possiede un grosso fiocco azzurro a pois bianchi, legato al picciolo. È la mamma di Banana Joe e moglie di Banana Bob. Barbara ha un carattere svampito e distratto, e atteggiamenti che denotano una totale mancanza di cervello. Spesso si perde per Elmore, scomparendo per giorni, per poi essere ritrovata dai familiari in posti assurdi, come in una calza di Natale, nel video di un locale karaoke, o in televisione in duetto con una gallina. Come viene spiegato dal figlio, non è sempre stata così sciroccata. Anzi, aveva un lavoro di stagista in una grande azienda, ma le richieste assurde e folli dei suoi superiori, l'hanno stressata a tal punto da farle scoppiare il cervello. Il fiocco le serve per tenere insieme la poca materia cerebrale che le è rimasta. 
Ma la caratteristica principale di Barbara è la sua capacità di prevedere il futuro. Attraverso l'hobby della pittura, essa riesce a dipingere situazioni che ancora si devono avverare. È riuscita a prevedere la figuraccia di Gumball, mentre veniva ripreso completamente nudo, in diretta televisiva nazionale. O quando rappresenta il suo stesso rapimento da parte di Rob, intenzionato ad usare il suo potere di veggente. Facendo della metanarrazione, ha previsto anche la fine dell'ultima stagione di Gumball. Oltre a prevedere il futuro, può perfino modificarlo. Mentre era prigioniera di Rob, è riuscita ad indirizzare Joe, Gumball e Darwin, al rifugio dove si trovava, dipingendo gli indizi sulla tela. Infine ha neutralizzato lo stesso Rob, disegnando la sua sconfitta.

### Banana Bob
Una banana vera con arti, occhi e bocca. È il papà di Banana Joe e marito di Banana Barbara. Possiede un paio di baffi neri che lo differenziano dal resto della famiglia. Ha dimostrato più volte di essere in grado di suonare la chitarra. Adora abbronzarsi palpebre e labbra. Personaggio secondario della serie.

### Signora Jötunheim
Strega dalla pelle verde e con uno chignon di capelli grigi, mamma del gigante Hector. Non ha ancora trent'anni (28 nel dialogo originale), nonostante sembri decisamente più anziana. Vive in una grotta con il figlio, alle pendici del monte di Elmore. Esternamente appare come il classico stereotipo della strega cattiva munita di scopa, ma di fatto non ha intenzioni maligne ed è molto saggia. Quando ad esempio, fugge il troll prigioniero nella sua grotta, la signora Jötunheim aiuta Gumball a sconfiggerlo, e per farlo, gli conferisce alcuni poteri magici e una bacchetta. Altro esempio, è quando dimostra la sua saggezza, rifiutandosi di rimpicciolire la statura di Hector, poiché consapevole che nessuna pozione lo avrebbe mai reso diverso da quello che è.
Molto protettiva nei confronti del figlio, gli proibisce alcuni svaghi per non farlo agitare troppo, scegliendo per lui quali film vedere e quali fumetti leggere. Viene in seguito rivelato che ha un'ottima ragione per comportarsi così, poiché, come spiega a Gumball e Darwin, letteralmente tutto di un gigante è grande, incluse le sue emozioni. 
Rimane tuttora un mistero su come abbia fatto a partorire un gigante come Hector, dato che lei è di statura molto piccola.

### Marvin Finkleahimer
Un vecchio fagiolo rosso antropomorfo. Sta spesso assieme ad altre persone anziane e usa un bastone. Lui è a momenti energetico ma fragile. Inoltre non socializza molto con i giovani perche li ritiene "troppo attaccati a Internet per non ascoltare le storie degli anziani". È un po' anche testardo, come quando in un episodio entra in conflitto con i Watterson per un orologio dal prezzo di 700 dollari. Inoltre ha mostrato in due occasioni interessi amorosi verso la signora a forma di pentagono e Karen, fallendo.

### Anziani di Elmore
Un gruppo di anziani della città. Oltre a Marvin e Louie sono presenti anche Betty, un personaggio femminile verde-acqua/azzurro fatto di lavagna e Donald, una stoffa scozzese con accento scozzese che è sposato con Donald. Del gruppo fanno anche parte alcuni personaggi minori che non appaiono con gli altri membri. Gli anziani sono una rappresentazione stereotipata delle persone anziane, quindi stanno spesso seduti fuori e si raccontano le storie che hanno vissuto da giovani.
In un episodio Gumball e Darwin scambiano il gruppo per una gang e ci vogliono entrare.

### Gary Hedges o Harry Gedges
Anziano vicino di casa della famiglia Watterson, dalla pelle grigia e con corna di cervo. Porta un cappello e un farfallino grigio scuro. Personaggio minore della serie. Viene visto svolgere diverse mansioni intorno a Elmore, fra cui il postino di quartiere e l'autista di autobus. Molto socievole, spesso saluta i Watterson per nome. Nessuno della famiglia però, ricorda il suo. Per evitare continui imbarazzi, Gumball e Darwin decidono di scoprire qual è. Ciò che viene rivelato è che in quanto testimone di un crimine, vive sotto copertura della polizia con lo pseudonimo di Gary Hedges, ma il suo vero nome è Harry Gedges. Possiede un gatto domestico, e quando sparisce si preoccupa per lui.

### Polizia di Elmore
Il corpo di Polizia della città di Elmore è caratterizzato dall'essere formato da cibi antropomorfi.
La polizia interviene sempre a sproposito non essendo mai d'aiuto ai cittadini. Spesso gli agenti si inseguono tra di loro pensando di rincorrere un criminale, oppure chiudono le indagini per fare la pausa pranzo. 
Il corpo non ha nemmeno i soldi per permettersi attrezzatura vera perciò nell'episodio "La Rapina" i poliziotti hanno creato un posto di blocco davanti alla banca fatto solo di modellini. Le uniche armi di cui dispongono sono Taser elettrici che però vengono usati più spesso sui cittadini invece che sui veri criminali. 
Il membro più ricorrente è lo Sceriffo Donut, una ciambella rosa ingorda, corrotta e violenta, capo della polizia, che ama il proprio lavoro ed appare in molti episodi, spesso è in pattuglia ma è anche il primo ad intervenire quando viene chiamata la polizia. Sembrerebbe essere ispirato al Commissario Winchester dei Simpson. 
Altri membri sono il comandante Cestino di Pollo (cinico e autoritario superiore dello Sceriffo Donut, capo assoluto dell'intero corpo di polizia, che appare in pochissimi episodi), l'agente Hot Dog (presunto padre del Ragazzo Hotdog), la sergente Caffè, l'agente Hamburger e l'agente Lattina di Soda. La truppa è composta da agenti patatine fritte.

### Laurence "Larry" Needlemeyer
Un essere umanoide con la testa di roccia. Era chiamato Larry il Pigro a causa della sua pigrizia finché non fu battuto da Richard. Da allora è diventata la persona che svolge tutti i lavori a Elmore. Lavora come cassiere, pizzaiolo, gelataio, disinfestatore, benzinaio, macchinista, contabile, commesso in un negozio di videogiochi, venditore di hot-dog e gelataio ambulante. Nell'episodio Il finale si scopre che il motivo per cui fa tutti questi lavori è a causa degli innumerevoli disastri combinati dai Watterson, visto che è sempre lui a dover pagare per le loro azioni.
In un episodio viene detto che se Larry lascia i suoi lavori allora Elmore cade nell'Apocalisse, essendo lui che mantiene tutto e tutti. Inoltre è detto nello stesso episodio che lui è spesso privato del sonno a causa del turno che fa sia di giorno sia di notte.

### Karen
Un personaggio minore rosa a forma di pera che ricopre vari lavori. È l'interesse amoroso di Larry e anche di altri personaggi minori. Esistono due personaggi identici a lei con colori diversi. Ha anche una figlia.

### Felicity Parham
Donna dalla pelle arancione e labbra blu, mamma di Billy e arcinemica di Nicole. Personaggio minore della serie. Snob e altezzosa, tende a guardare gli altri dall'altro verso il basso, poiché convinta di essere superiore e più sofisticata di chiunque la circondi. In particolar modo nei confronti di Nicole e della sua famiglia, che giudica spesso in modo sprezzante e negativo. Detesta essere chiamata "signora Parham" e preferisce l'appellativo di "signorina". Si dimostra ostinata e si irrita facilmente. 
È iperprotettiva e prepotente con il figlio, impedendogli di crescere, tanto da farlo sembrare un uovo. Secondo suo figlio, Felicity crede che i videogiochi, la musica rock, i capelli lunghi e le vaccinazioni non siano salutari, e incoraggino un cattivo atteggiamento. Esige da Billy un comportamento sempre educato, per non farla sfigurare.

### Billy Parham
Un bambino dalla pelle blu, labbra rosa e dalla forma di un uovo, figlio di Felicity. Personaggio minore della serie. Come sua madre, anche Billy ha un carattere arrogante e altezzoso. Tendenzialmente si diverte a ridicolizzare il prossimo, a volte compiendo gesti di bullismo. Un esempio a tal proposito, è quando si comporta da prepotente con Anais, soltanto perché lei lo ha rifiutato come amico. Billy confessa a Gumball di provare dei sentimenti per lei, ma non sopporta di non essere corrisposto. Impara tuttavia ad accettare il rifiuto, dopo che Gumball gli spiega che non potrà ottenere sempre tutto ciò che vuole nella vita. Sembra comunque aver preso in considerazione il consiglio di Gumball, e sia diventato di mentalità più aperta.
Particolarmente intelligente e molto colto, ha però difficoltà ad interagire con il prossimo. Questi lati di lui lo accomunano a Anais, con cui è stato amico, almeno fino a quando non ha espresso un giudizio negativo su Daisy, il giocattolo di pezza preferito di lei. Non sempre si atteggia da snob, come si è visto quando apprezza la compagnia della sorellina di Gumball, anche se l'atteggiamento altezzoso torna, nel momento in cui esprime il suo disprezzo per Daisy.. Billy è estremamente affezionato a sua madre, e celebra la festa della mamma ogni giorno, facendole regali.

### Rob
Uno strano ragazzo con un occhio solo che fa la sua prima apparizione principale nell'episodio Il pony, dove Gumball e Darwin lo incontrano per strada, mentre cercavano di arrivare a casa per vedere il film del pony con Anais, senza ricordarsi come si chiama, sbagliando di continuo il suo nome. Nell'episodio L'intruso si scopre che vive nel seminterrato dei Watterson. Nella stessa puntata viene rivelato che è fuggito dal vuoto durante gli eventi accaduti nell'episodio "Il vuoto" (uscendone comunque con l'aspetto tutto sfigurato) aggrappandosi a Janix, il furgone del Signor Small. Arrabbiato per il fatto che Gumball e Darwin salvarono il furgone e Molly ma non salvarono lui, per un po' di tempo decise di nascondersi nel seminterrato dei Watterson, questo finché Gumball e Darwin lo trovano e gli offrono il posto di cattivo a Elmore. Non è molto bravo ad essere la nemesi di Gumball e Darwin, infatti proprio questi ultimi lo aiuteranno ad essere un cattivo trovandogli il soprannome di Dr. Demolitore, e facendolo diventare quindi l'antagonista principale della serie. Da allora compare regolarmente almeno 2 volte a stagione, con l'obbiettivo di distruggere Gumball e coloro che ama. Ci riesce nell'episodio "L'intruso", grazie al telecomando ricevuto dall'Awesome Store, con cui distrugge la sua amicizia con Darwin, porta i suoi genitori a lasciarsi e rompe il suo rapporto con Penny. Alla fine Gumball e Rob si scontrano. Rob vince, e getta il suo avversario nel vuoto. Gumball riesce però all'ultimo a recuperare il telecomando e riavvolge la realtà fino all'inizio dell'episodio. Lo scontro si ripete e questa volta Gumball sconfigge Rob e lo spedisce nel vuoto al posto suo. Si sente però in colpa per averlo fatto e si getta nel vuoto per salvarlo. Alla fine Rob recupera il telecomando ma decide di perdonare il suo nemico, e ripristina tutto alla normalità. Diventa quindi la nemesi di Banana Joe, ma Gumball, che si era affezionato quasi sentimentalmente a lui, cerca di convincerlo a tornare il suo nemico, missione che alla fine riesce. Compare nell'ultimo episodio sotto la falsa identità del sovrintendente Maligno.

### Patrick Fitzgerald
Papà di Penny (Nocciolina) e Polly, marito di Judith, lavora come progettista e architetto in uno studio a Elmore. Personaggio minore della serie. Come il resto della sua famiglia, indossa un guscio di nocciolina per nascondere il suo vero aspetto, e possiede un paio di corna di alce. Patrick ha un carattere severo e autoritario, ed è estremamente protettivo nei confronti della sua famiglia. La necessità di tenere al sicuro i suoi cari, deriva dalla caratteristica di non possedere una forma fissa, ma di mutare aspetto a seconda dello stato d'animo. Questo fattore lo induce a temere di venire considerato un mostro, e per proteggere sé stesso e i famigliari dal giudizio altrui, li obbliga ad indossare un guscio protettivo. Quando sua figlia si sbarazza del proprio, lui rimane fortemente contrariato, temendo per la sorte di Penny. Infine accetta la scelta della figlia ma con riserva, perché ritiene il guscio una tradizione di famiglia da rispettare, dimostrando di avere punti di vista piuttosto conservatori. Percepisce Gumball come un piantagrane, quando lo incontra per la prima volta. Dopo aver salvato Penny, lo accoglie in famiglia anche se per ragioni non chiare, cerca ancora regolarmente di trovare un motivo per tenerlo lontano da sua figlia.

### Judith Fitzgerald
Mamma di Penny (Nocciolina) e Polly, e moglie di Patrick. Personaggio minore della serie. Anche lei come il resto della famiglia, indossa un guscio di nocciolina per nascondere il suo aspetto mutevole, e ha due corna di cervo simili a quelle delle figlie. Non si sa molto sul carattere di Judith, ma sembra accettare meglio del marito la relazione fra Penny e Gumball. Non sembra tuttavia apprezzare la scelta della figlia di liberarsi del guscio, condividendo il punto di vista del coniuge. Secondo Penny, la madre è incompetente in fatto di tecnologia, avendo portato dal veterinario il mouse rotto del PC. Sa suonare bene la cornamusa.

### Polly Fitzgerald
Sorellina minore di Penny (Nocciolina), e figlia di Patrick e Judith Fitzgerald. Personaggio minore della serie. Anche lei come il resto della famiglia, indossa un guscio di nocciolina per nascondere il suo aspetto di mutaforma, e ha due piccole corna di cervo simili a quelle della sorella maggiore e della madre. Quando necessario, Gumball le fa volentieri da babysitter, anche se con risultati discutibili. Tuttavia Polly è molto più coscienziosa del suo tutore, evitando di cacciarsi nei guai. Si scopre essere allergica alle noccioline, mandorle, anacardi e alle spore di muffa. È molto affezionata al signor Cuddles, il suo ragnetto domestico.

### Signor Cuddles
Il ragno dei Fitzgerald, una grossa tarantola nera con gli occhi rossi. Viene scaricato da Patrick nel water, ma fortunatamente Gumball lo ritrova sano e salvo. Sembra parecchio velenoso, in quanto il suo morso spedisce Gumball all'ospedale. Personaggio minore della serie.

### Harold Wilson
Batuffolo antropomorfo multicolore, con baffi azzurri e cravatta rosa. Padre di Tobias e Rachel Wilson e sposato con Jackie Wilson. Personaggio minore della serie. Lavora come psicoterapeuta in uno studio medico. In una puntata Gumball e Darwin cercano il suo aiuto di psicanalista, ma come risultato vengono truffati.
Come suo figlio Tobias, anche Harold da ragazzo era un playboy, come viene suggerito mentre cerca di rimorchiare una giovane Nicole Watterson. Sebbene sia già parecchio benestante, quando crede erroneamente di essere diventato ancora più ricco, non si fa scrupoli a lasciare la moglie per una ragazza più giovane e più attraente di lei. Oltre ad essere un disonesto e un pessimo marito, Harold ha dimostrato di avere atteggiamenti da bullo, come quando si diverte a tormentare, fin dai tempi della scuola, il povero Richard con scherzi pesanti.

### Jackie Wilson
Personaggio femminile, dai capelli cotonati e multicolore e figura minore della serie. Porta un paio di orecchini a cerchio. Madre di Tobias e Rachel Wilson. 
Sposata con Harold Wilson, pare condividere lo stesso atteggiamento truffaldino e disonesto del marito, come dimostrato quando in combutta con il figlio, trucca la gara come mamma migliore, fra lei, Nicole e Barbara. Sembra avere una passione per i supermercati. In alcune puntate viene suggerito che Jackie sia molto più giovane del marito e abbia frequentato da ragazzina, i corsi di arti marziali con Nicole.

### Yuki Yoshida
Donna dalla forma di nuvola, vestita con un tailleur nero. Personaggio minore della serie. Madre di Masami Yoshida (Nuvola) e amica/nemesi di Nicole Watterson. È proprietaria con il marito Mr. Yoshida, della fabbrica di Arcobaleni di Elmore. Durante la sua infanzia, Yuki era una ragazzina piuttosto amichevole e una buona amica di Nicole. Mentre le due studiavano insieme arti marziali, esse progredivano a tal punto da essere considerate dei veri e propri prodigi. Tuttavia Yuki, durante una competizione, è stata costretta a combattere contro Nicole, perdendo nella gara finale. La sconfitta l'ha segnata profondamente. La speranza di pareggiare i conti con Nicole, l'ha resa temibile e ambiziosa, portandola a vendicarsi della sua ex amica. Mostra inoltre un debole per Richard, tanto da essere particolarmente lasciva e seducente quando nei suoi paraggi, attirandosi le gelosie di Nicole.
Come Nicole, anche Yuki è una maestra di arti marziali. Durante lo scontro con l'ex amica, è stato rivelato che può creare potenti esplosioni di energia, rilasciare onde energetiche e saltare a grandi distanze. A differenza di Nicole, tuttavia, non può generare scudi energetici.
Nonostante il carattere aggressivo, si preoccupa profondamente per sua figlia Masami.

### Mr. Yoshida (Il signor Yoshida)
Uomo dalla forma di nuvolone grigio, vestito in giacca e cravatta e personaggio minore della serie. Padre di Masami Yoshida (Nuvola) e marito di Yuki Yoshida. È proprietario insieme alla moglie, della fabbrica di Arcobaleni di Elmore. La sua fabbrica impiega la maggioranza degli abitanti della città, fra cui Nicole Watterson. Pare essere piuttosto sessista, come viene mostrato quando, nonostante l'impegno e i meriti di Nicole sul lavoro, preferisca premiare una pianta in vaso, invece di lei poiché donna.

### Daisy l'asinello
Asinella rosa di pezza, e giocattolo preferito di Anais. Compare spesso nella serie, e si presume sia un personaggio immaginario molto popolare nell'universo di Gumball, con un vasto merchandising a lei dedicato. Oltre che come pupazzo, è presente in film d'animazione, manifesti, riviste, libri per l'infanzia e nelle scatole dei cereali. Possiede un parco a tema, ed è apparsa come protagonista in uno spettacolo di pattinaggio sul ghiaccio. Anais in particolare sembra provare una vera e propria ossessione per l'asinella, a un punto tale da troncare l'amicizia con Billy, dopo che questi ha osato criticare il personaggio. Durante un sogno notturno dove è il pupazzo a sognare, si scopre che Daisy odia Anais e vorrebbe sottoporla alle stesse torture, che la sua padroncina le procura involontariamente durante il gioco.

### Awesome Store (Il negozio fantastico)
Un misterioso e oscuro furgone rosso, che vende ogni genere di chincaglieria, animale ed elettrodomestico. Generalmente si trova nel parcheggio sotterraneo del grande magazzino di Elmore. Il proprietario è un altrettanto oscuro figuro, un venditore dall'aspetto inquietante che si cela sempre nell'ombra. Il poco che si vede di lui, è rappresentato dagli occhi e una sagoma nera umanoide. Gli oggetti e gli animali che vende, sono accompagnati da un'aura di potere magico, a volte benigno molto spesso negativo. La famiglia Watterson ha spesso comprato da lui. Fra i vari acquisti degni di nota, abbiamo: 
- Darwin, il pesciolino rosso, poi diventato fratello di Gumball. In definitiva è il solo acquisto davvero positivo e buono avuto da questo venditore[133].
- Il frigorifero di nonna Jojò, poi ceduto da lei come regalo di matrimonio ai Watterson. Ha il potere di assorbire i bei ricordi. Richard, condizionato dal passato, rimane intrappolato al suo interno[16].
- La malvagia tartaruga dal guscio molle, l'orribile animaletto acquistato da Richard per accontentare i figli, ma che in seguito si rivela una calamità per la città[34].
- Il telecomando magico con il potere di manipolare la realtà. Viene comprato da Rob come strumento per vendicarsi di Gumball[134].
- Il Game Child, un Gameboy tarocco, regalo di compleanno di papà Richard a Gumball. Ha il potere di catapultare la realtà all'interno della console.[135] È basato su un Gameboy cinese esistente con lo stesso nome.
- Il quaderno nero con il potere di avverare tutto quello che viene scritto sulle sue pagine. Ha il logo di Cartoon Network stampato sopra. Viene trovato per caso da Sarah davanti a casa sua[94].

### Virus
È un virus antropomorfo che appare solo nell'episodio Il virus. Era il comandante di un'armata di virus identici che è stata spazzata via da Teri quando ha fatto lavare le mani a Gumball, e quindi per vendicarsi ha provato a terrorizzare lei, Gumball e Darwin. 
È giallo-rosa, ha 6 mani ed è capace di volare e infettare i dispositivi elettronici come i Malware, oltre ad avere le caratteristiche comuni di quelli biologici. Alla fine dell'episodio, dopo un discorso fatto per impaurire i tre, Gumball lo schiaccia con la gamba.